# Melissa Marshall
Pour l’article homonyme, voir Marshall.
Melissa Marshall née en Australie est une actrice australienne surtout connue pour avoir joué le rôle de Jenny Kelly dans la série télévisée Alana ou le futur imparfait. Marshall est également connue pour avoir joué le rôle de Helen Lang dans la mini-série Body Surfer.

## Filmographie
- 1989 : Body Surfer (TV) : Helen Lang
- 1992 - 1993 : Alana ou le futur imparfait (TV) : Jenny Kelly